# Caladenia paludosa
Caladenia paludosa är en orkidéart som beskrevs av Stephen Donald Hopper och Andrew Phillip Brown. Caladenia paludosa ingår i släktet Caladenia och familjen orkidéer. Inga underarter finns listade i Catalogue of Life.

## Bildgalleri

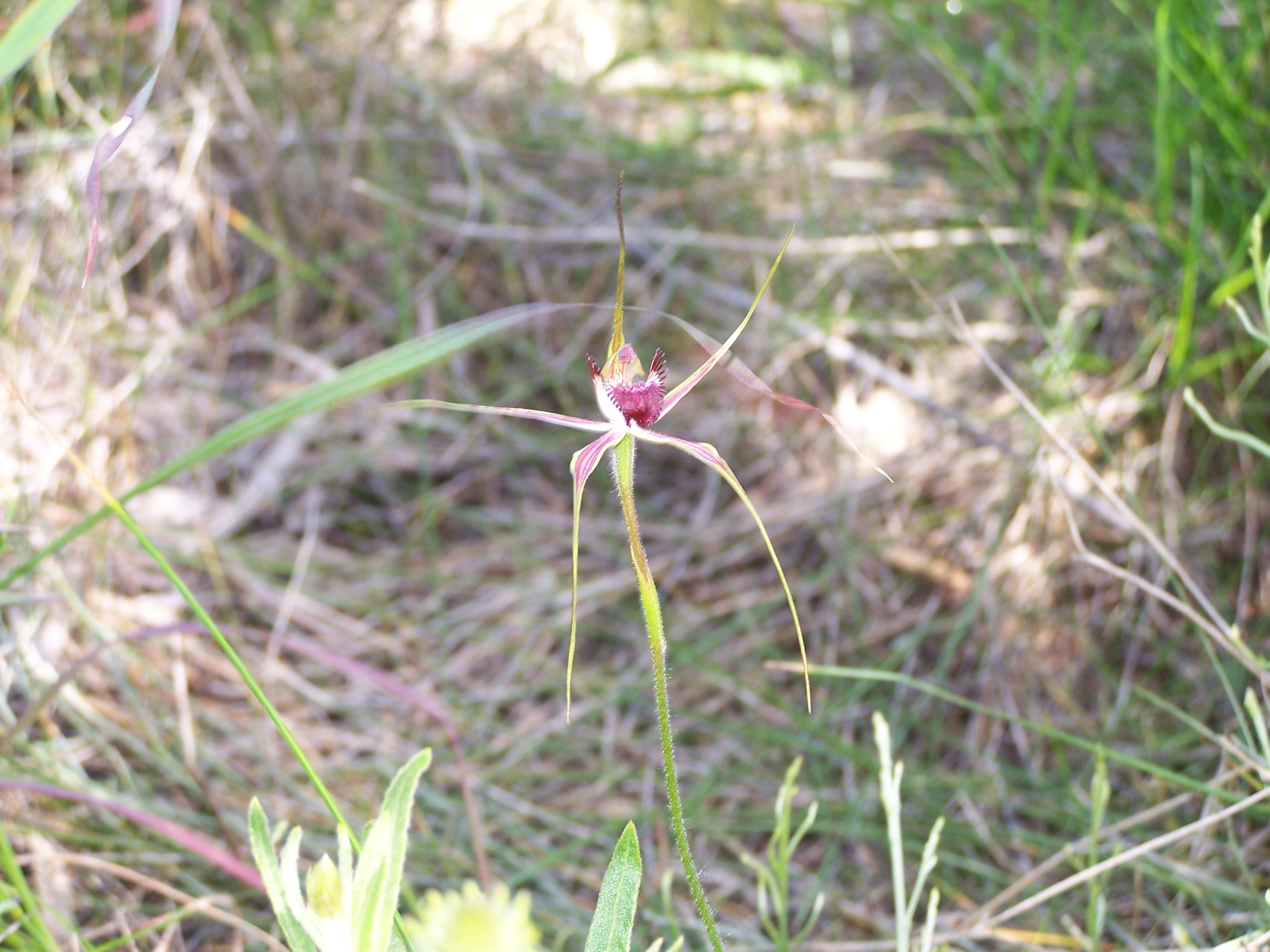